# アショタン2世 (ムフラニ公)
ムフラニ公アショタン2世（グルジア語: აშოთან II მუხრანბატონი、グルジア語ラテン翻字: Ashotan II Mukhranbatoni、1697年没）は、カルトリ王国の貴族（タヴァディ）。カルトリ王国を統治したバグラティオニ王家の傍系ムフラニ家に属する。1688年から1692年までムフラニのバトニ（公）および内カルトリのサドロショ（軍管区）でサルダリ（司令官）を務めた。

## 生涯
アショタン2世はカイホスロの子とされる。ただし系図学者キリル・トゥマノフによれば、コンスタンティネ1世の子ともされる。アショタン2世は、親戚であるカルトリ王ギオルギ11世と同盟関係にあった。1688年、サファヴィー朝のシャー・スライマーン1世はギオルギ11世を廃位し、ギオルギ11世と対立関係にあったカヘティ王国のエレクレ1世にカルトリの王位に就かせた。エレクレ1世はギオルギ11世を支持する貴族たちを次々に失脚させ、ムフラニ公アショタン2世らカルトリの有力貴族たちは領地や特権を失った。
アショタン2世は、アトス山のイヴィロン修道院に対する篤志家としても記録されている。当時、オスマン帝国の影響下で財政的に困窮していた同修道院に対し、多大な財政的支援を行った。
- 1672年: 修道院の食堂を大規模に改修し、絵画を制作させた。この事業には、屋根の交換に伴うアーチの設置といった構造的な改善も含まれていた[4]。
- 1680年: 「イヴィロンの生神女」のイコンを安置するため、修道院の門の近くにドーム型礼拝堂の建設資金を提供した[4]。
- 1683年: 上記の礼拝堂の内部が絵画で装飾された際、寄進者としてアショタン2世自身とその息子イエセの肖像画が描かれた[4]。

## 家族
アショタンはアナと呼ばれる女性と結婚し、子供を3人もうけた。
- イエセ（1716年没） - ムフラニ公。
- カイホスロ（fl. 1672 – c. 1700）
- ティナリン（fl. 1700 – 1712年没）